# Simeon (Prophet)

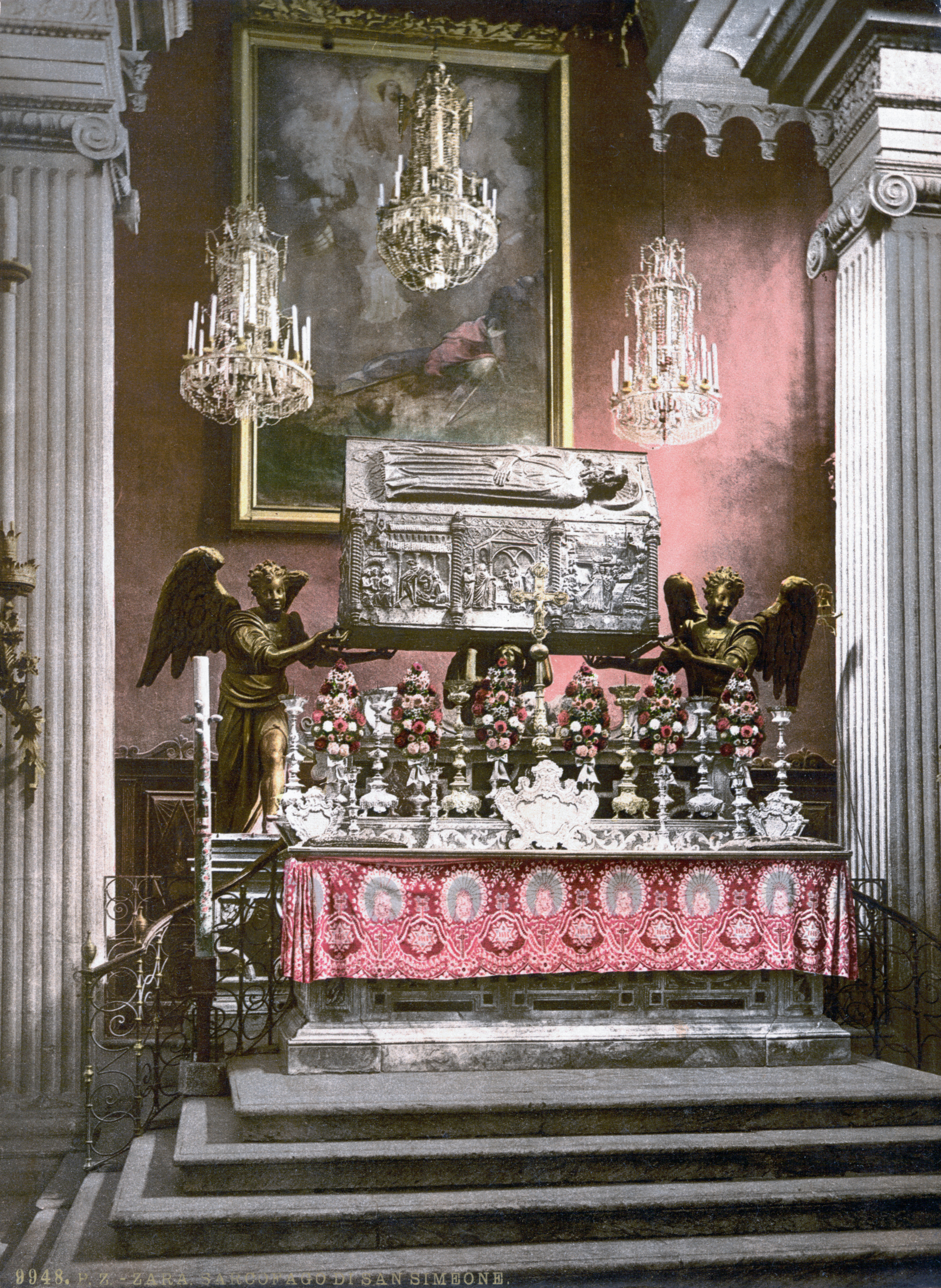
Reliquienschrein des Heiligen in der Simeonskirche von Zadar, Kroatien, (um 1900)

Der Prophet Simeon, im Blick auf den entsprechenden Text des Lukasevangeliums salopp auch Simeon der Greis genannt, ist eine Gestalt im Neuen Testament der Bibel. Der Name bedeutet „die Erhörung“ (hebräisch).

## Neutestamentlicher Befund
Im zweiten Kapitel des Lukasevangeliums (Lk 2,25–35 ) wird Simeon als frommer Gerechter beschrieben, der in Jerusalem auf die Ankunft des Messias (hier der Trost Israels genannt) wartet, den er noch zu seinen Lebzeiten sehen soll. Dass er, wie spätere Legenden und bildliche Darstellungen erzählen, ein Greis gewesen sei, findet im Lukas-Text keine ausdrückliche Grundlage. 
Vom Heiligen Geist in den Jerusalemer Tempel geführt, erkennt Simeon im Kind Jesus bei der Darstellung des Herrn den verheißenen Messias. Er nimmt ihn auf die Arme und preist ihn mit seinem auch Nunc dimittis genannten Lobgesang. Simeon sagt darin, dass in der Begegnung mit dem kleinen Jesus sich das an ihn ergangene Wort des Geistes erfüllt habe und er nun in Frieden scheiden könne. Danach segnet er die Familie Jesu und weissagt, dass Jesus viele Menschen in Israel zu Fall bringen, anderen aber aufhelfen werde. Für das Volk Israel werde Jesus ein Zeichen sein, dem widersprochen werden würde. Schließlich sagt Simeon der Maria voraus, dass ihr das Schicksal ihres Sohnes großen Kummer und Schmerz bereiten werde. Simeons gute Botschaft wird von der hinzugetretenen Prophetin Hanna verbreitet.

## Spätere Legendenbildungen
Schon in frühchristlicher Zeit rankten sich weitere Legenden um Simeon und bald wurde er von der Kirche als Heiliger verehrt. Belegt ist, dass Simeons angebliche Reliquien im 6. Jahrhundert nach Konstantinopel gebracht wurden. Von dort kamen sie 1243 nach Zadar an der Adria. Seitdem ist der hl. Simeon Schutzpatron der dalmatinischen Stadt. Er wird auch als Fürsprecher für Kindersegen angerufen.

## Rezeption
Sowohl die katholische wie die orthodoxe Kirche feiern den 3. Februar als Gedenktag des Heiligen. Der Lobgesang des Simeon ist seit dem 8. Jahrhundert Teil des römischen Stundengebets. Er wird täglich zur Komplet gesungen. Im Byzantinischen Ritus ist der Lobgesang Bestandteil der Vesper. 

In Anlehnung an die Figur des Simeon komponierte Johann Sebastian Bach die Kantate Ich habe genug (BWV 82). In der die Kantate einleitenden Bass-Arie heißt es: 

„Ich habe genug, Ich habe den Heiland, das Hoffen der Frommen, Auf meine begierigen Arme genommen; Ich habe genug! Ich hab ihn erblickt, Mein Glaube hat Jesum ans Herze gedrückt; Nun wünsch ich, noch heute mit Freuden Von hinnen zu scheiden.“

Und im ersten Rezitativ: 
„Ich habe genug.

Mein Trost ist nur allein,

Dass Jesus mein und ich sein eigen möchte sein.

Im Glauben halt ich ihn,

Da seh ich auch mit Simeon

Die Freude jenes Lebens schon.

Lasst uns mit diesem Manne ziehn!“

## Galerie

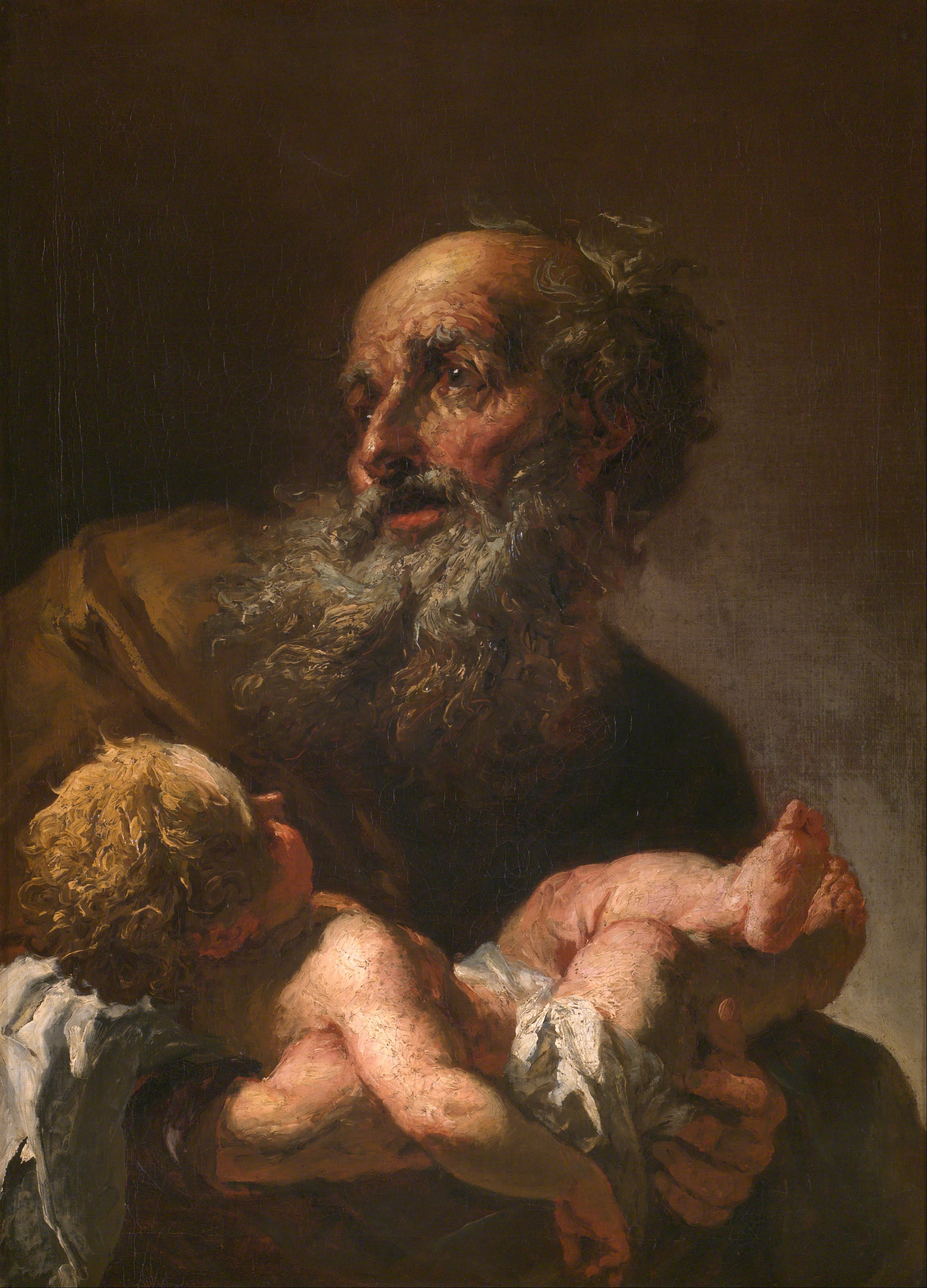
Peter Johann Brandl: Hl. Simeon mit dem kleinen Jesus
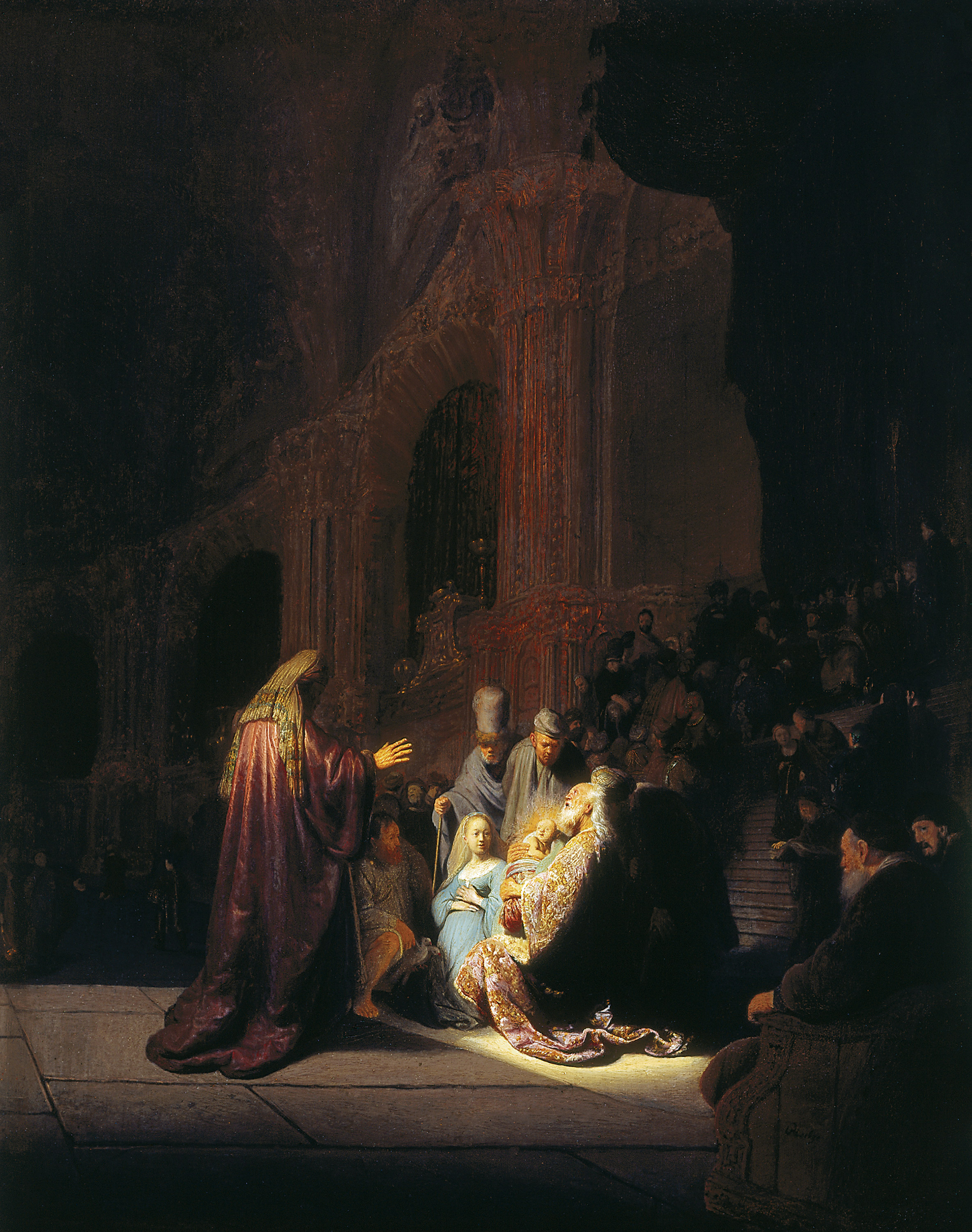
Rembrandt: Hl. Simeon im Tempel
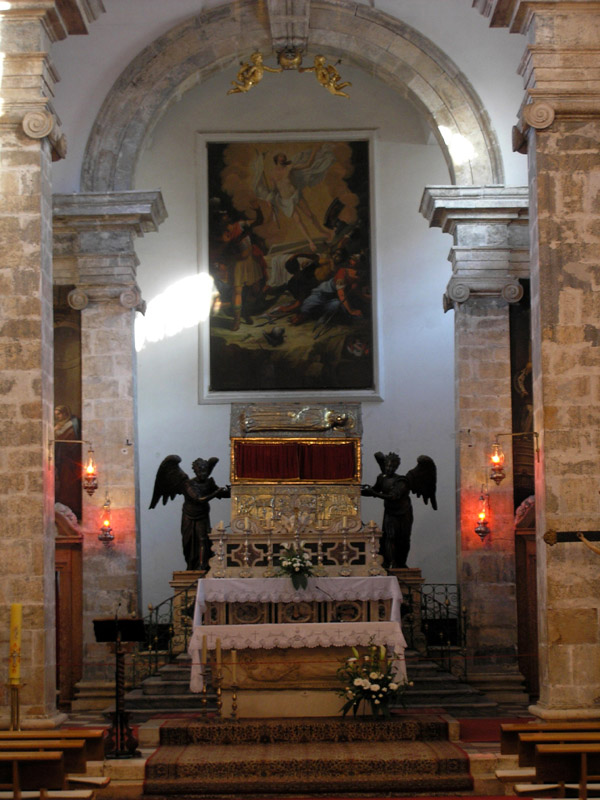
Altarraum der Simeonskirche von Zadar (2006)
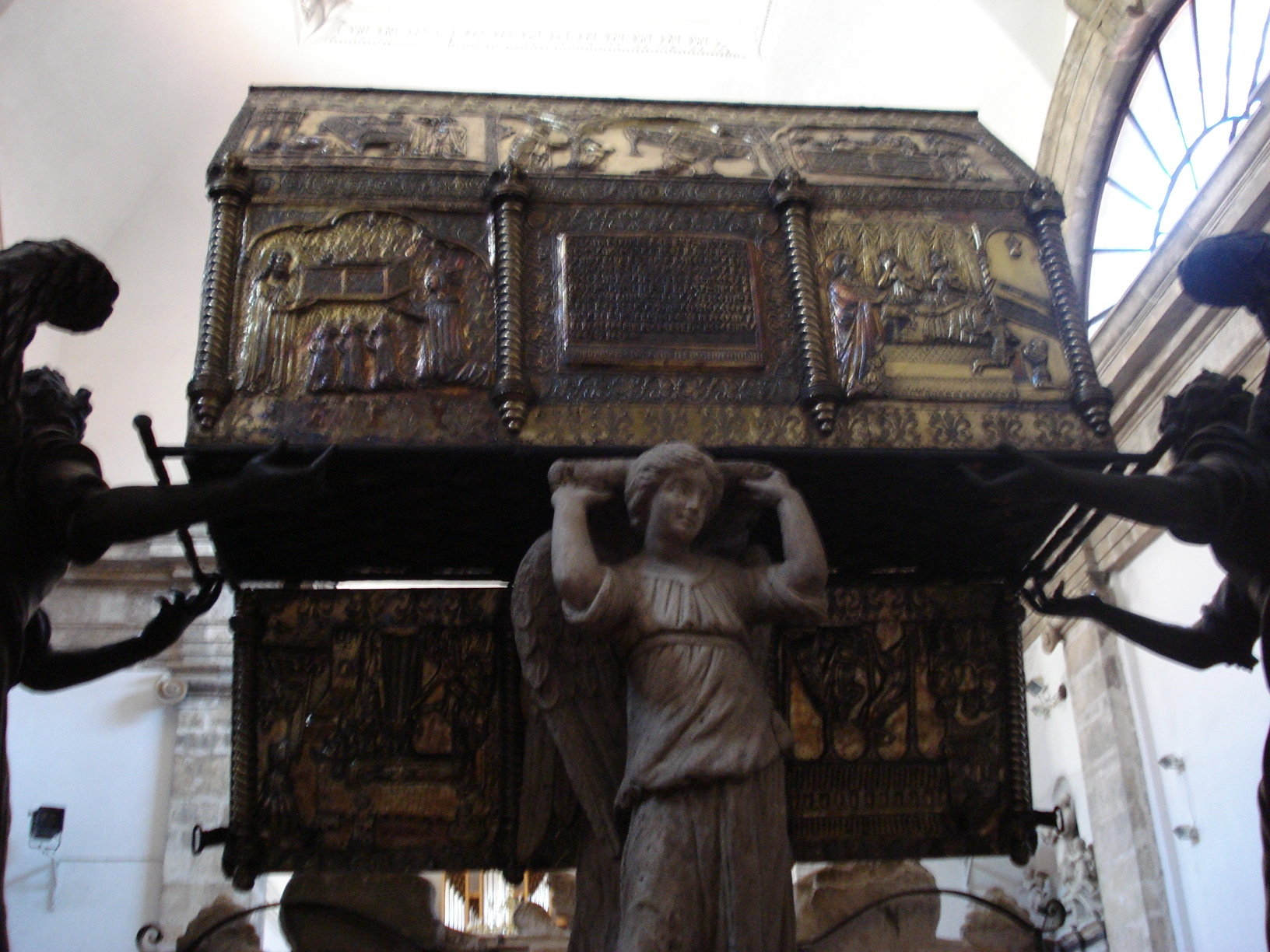
Reliquienschrein des Simeon in Zadar, von der hinteren Seite
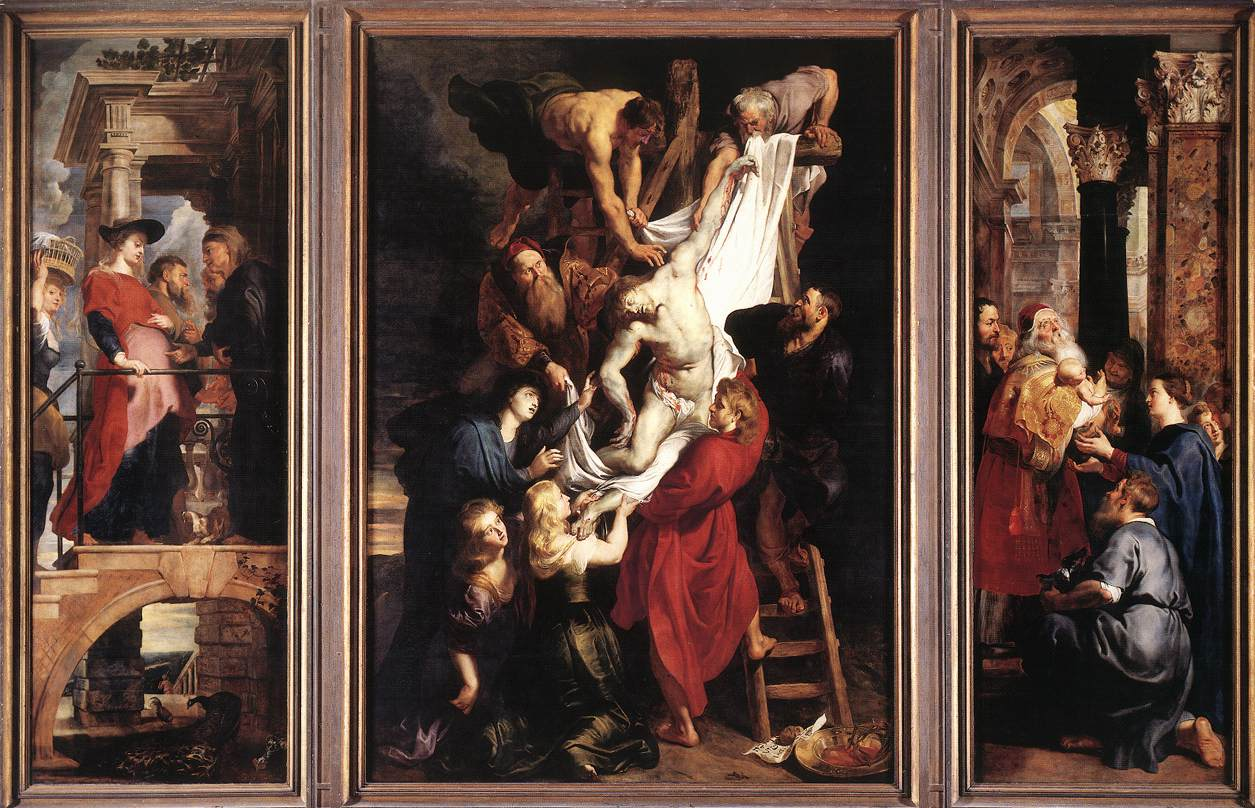
Rubens: Kreuzabnahmetriptychon; Auf der rechten Seite: Simeon mit dem Kind